# 中島文彦

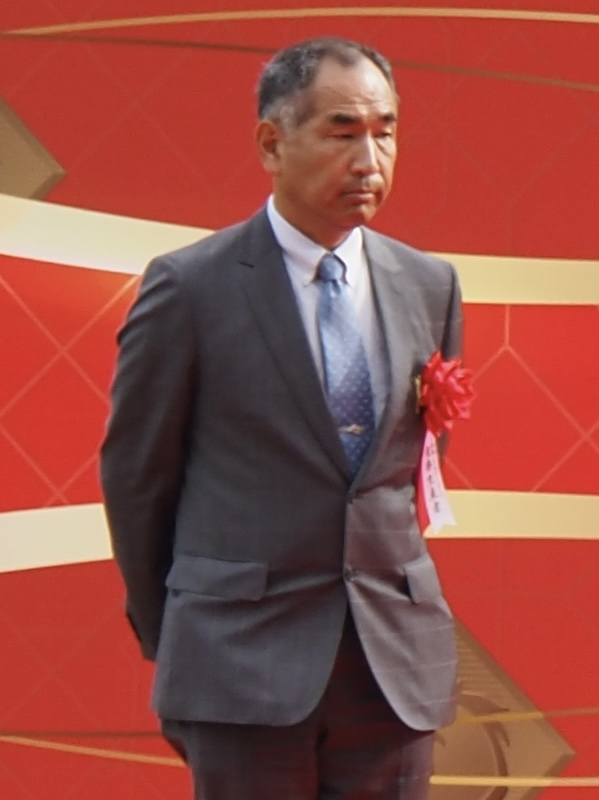
第90回東京優駿（日本ダービー）表彰式
（2023年5月28日）

中島 文彦（なかじま ふみひこ、1968年 - ）は日本の獣医師。競走馬生産牧場ノーザンファームGM。

## 来歴
北里大学獣医学部卒業。日本軽種馬協会での獣医師としての勤務を経て、1999年にノーザンファームに入社。
2013年より本場であるノーザンファーム早来の場長を務めている。
ノーザンファームの生産馬が大レースを制覇した時は、代表の吉田勝己と並んでマスメディアに喜びのコメントを出すことが多い。

## 人物
年々拡大を続ける巨大牧場ノーザンファーム本場の場長として、繁殖牝馬の配合相手の選定、クラブ・セールへの生産馬の振り分け、施設管理、人材育成、調教など、多様な業務の指揮をとっている。配合については当日朝の繁殖牝馬の発情状態を見てから社台スタリオンステーションの空き状況を確認し、代表である吉田勝己に確認を取った上で種牡馬を選定している。
牧場が力を入れている繁殖牝馬の導入にあたっては、副代表の吉田俊介とともに世界中の繁殖セールに出向き、吉田勝己に最終決定を委ねた上で、毎年20～30頭の牝馬を購入している。
ディープインパクト産駒について「ディープの仔は馬房を出た瞬間にわかります。脚元が軽い馬が来たなと思ったら、ディープ産駒なんです」と語っている。